# Así canta mi amor
Así canta mi amor és una sarsuela en un acte, dividit en 3 quadres, amb llibret de Gastó A. Màntua i música de Rafael Martínez Valls, estrenada al Teatre Tívoli de Barcelona, el 5 de desembre de 1925. A l'estrena, van protagonitzar els dos papers principals l'Emili Vendrell i la Felisa Herrero.